# حلقه (تایپوگرافی)

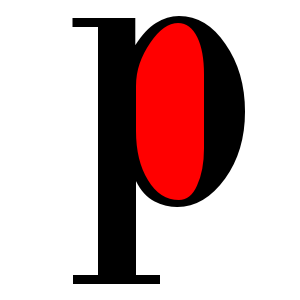
حلقهٔ حرف «p» با رنگ قرمز مشخص شده است.

در تایپوگرافی، حلقه یا چشم بخشی از یک حرف است که به طور کامل یا جزئی، توسط یک جزء حرف یا یک نماد محصور شده باشد. به خطی که این فضا را می‌سازد، «کاسه» گفته می‌شود. حروف لاتین که حلقهٔ بسته دارند شامل A, B, D, O, P, Q, R, a, b, d, e, g, o, p و q می‌شود. حروف لاتین که حلقهٔ باز دارند شامل c ، f ، h ، s و غیره است. ارقام 0، 4، 6، 8 و 9 نیز دارای حلقه هستند. در الفبای فارسی حروف ص، ط، ف، ق، م، و، ه حلقهٔ بسته دارند و حروف د، س، ع، ک، ل، ن، ی حلقهٔ باز دارند. ارقام ۵ و ۹ نیز حلقهٔ بسته دارند. دهانه‌ای که راه ارتباط حلقهٔ باز با بیرون حرف است، روزنه نام دارد.

## مراجع
1. ↑  پسینا, مارتین; برزینا, دیوید (2008). "کالبدشناسی تایپ ۱٫۰". تایپومیل.
2. ↑  نارانگ, سومیتا (2006). Designing Websites: According to the Ancient Science of Directions (کتاب‌های گوگل (پیش‌نمایش محدود)). Smita Jain Narang. p. ۷۴. ISBN 978-81-207-3071-7. Retrieved July 19, 2009. فضای باز داخل یک حرف، حلقه یا روزنه نام دارد.
3. ↑  ایلین استریزور. "کالبدشناسی یک نویسه". fonts.com.